# 博士（歯学）
博士（歯学）（はくし しがく）は、博士の学位であり、歯学（口腔解剖学、口腔組織学、口腔病理学、口腔生化学、口腔生理学、歯科薬理学、口腔微生物学、歯科理工学、予防歯科学、歯科保存学、歯科補綴学、歯科矯正学、小児歯科学、口腔外科学、歯科麻酔学、歯科放射線学など）に関する専攻分野を修めることによって、日本で授与されるものである。
1991年以前の日本では、歯学博士（しがくはくし）という博士の学位が授与されており、歯学博士は、現在の「博士（歯学）」とほぼ同じものである。
英語においては、各国による学位制度に違いがあるものの、Doctor of Philosophy (Ph.D.) の一部と Doctor of Dental Scienceが、歯学博士に相当する。
Doctor of Philosophy (Ph.D.)（日本では「博士（学術）」とも）は、かつて哲学が自然科学を含む科学の意味であったことから使われてきた用語であったため、哲学博士とも呼ばれることもあるが、実際の意味を勘案すると、対訳として妥当ではない。また、Ph.D.が歯学以外の分野に対しても授与される学位であることは注意を要する。